# Beta Monocerotis
Beta Monocerotis (11 Monocerotis) é uma estrela na direção da Monoceros. Possui uma ascensão reta de 06h 28m 49.07s e uma declinação de −07° 01′ 59.0″. Sua magnitude aparente é igual a 4.60. Considerando sua distância de 691 anos-luz em relação à Terra, sua magnitude absoluta é igual a −2.03. Pertence à classe espectral B3Ve. É componente do sistema estelar triplo beta Monocerotis.